# Сеїтмеметов Рустем Абдураманович
Рустем Абдураманович Сеїтмеметов (нар. 28 березня 1973, с. Чархін, Самаркандська область, Узбецька РСР) — кримськотатарський громадський діяч. Переслідується окупаційною владою Криму.

## Життєпис
Сеітмеметов Рустем Абдураманович народився 28 березня 1973 року в селі Чархін Самаркандської області Узбецької РСР, де проживали його батьки після депортації.
У 1988 році Рустем закінчив середню школу № 55 Пастдаргомського району Самаркандської області. У 1991 році вступив до педагогічного інституту міста Самарканда, який закінчив в 1997 році. Після закінчення інституту два роки працював шкільним вчителем, а потім працював в Португалії, в цеху по виготовленню керамічних раковин «Sanitana». З 2006 року Рустем Сейтмеметов постійно проживав в Криму і працював будівельником.

## Кримінальне переслідування
11 березня 2020 року співробітники ФСБ провели масові обшуки в Бахчисараї і Бахчисарайському районі. В родині Сейтумерових обшуки проходили у братів Сейтумера та Османа Сейтумерових, а також їх дядька Рустема Сеітмеметова. Всі вони були затримані того ж дня. 12 березня де-факто Київський районний суд Сімферополя обрав їм запобіжний захід у вигляді тримання під вартою у зв'язку з підозрою в участі в забороненій в Російській Федерації політичній організації Хізб ут-Тахрір (ч. 2 ст. 205.5 КК РФ «Участь в діяльності терористичної організації»). Активістам загрожує покарання у вигляді позбавлення волі строком до 20 років.
Дружина Рустема Сейтмеметова повідомила його адвокату, що під час обшуку помешкання співробітники ФСБ підкинули туди книгу.

## Сім'я
Дружина — Зера; дві неповнолітні доньки — Бахіє та Беян.